# Sanatorium de Dreux
Le sanatorium de Dreux ou sanatorium des Bas Buissons était un centre de cure spécialisé dans le traitement de la tuberculose pulmonaire (phtisie) situé à Dreux dans le département français d'Eure-et-Loir.
Le site du sanatorium, situé dans le bois de la Muette, se compose du sanatorium en lui-même, dit « Clinique Laennec » et du préventorium « Thérèse Viollette ».
Il a été construit par les architectes Georges Beauniée et André Sarrut, entre 1928 et 1932. Il a notamment beaucoup servi dans les années 1930, mais avec l'avancement de la médecine, il devient obsolète dans les années 1950, puis est abandonné en 1990.

## Historique

### Construction et apogée (1928-1939)

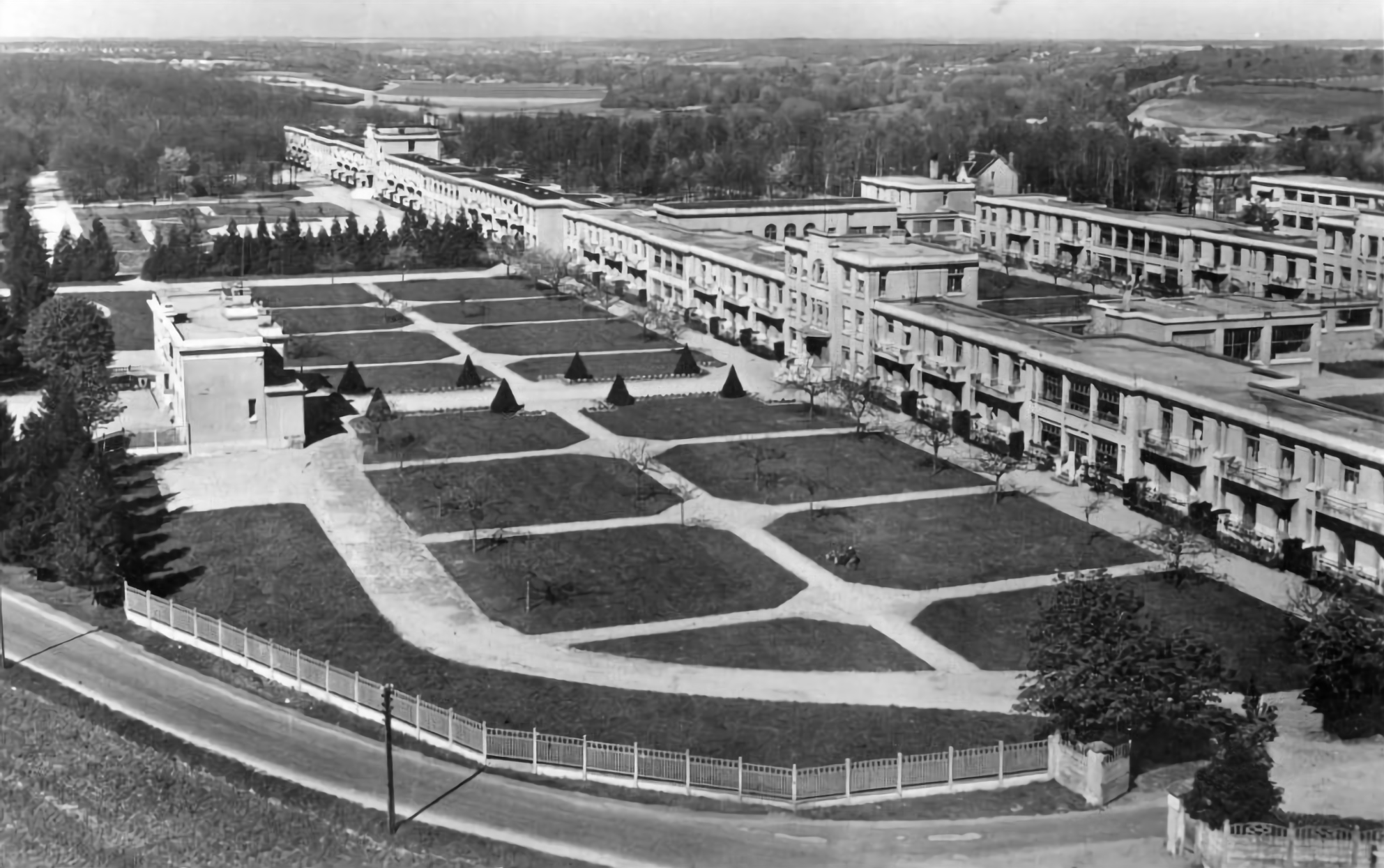
Le sanatorium à son apogée.

Sous l'impulsion du maire Maurice Viollette, le sanatorium est construit entre 1928 et 1932 afin de combattre la propagation de la tuberculose pulmonaire.
En 1935, la maison de convalescence pour femmes est construite. C'est durant ces années que le sanatorium est à son apogée, avec une capacité d'accueil d'environ 1 000 personnes, même si ce nombre ne sera jamais atteint.
Les patients, en majorité des enfants, pouvaient y rester plusieurs années. Il s'agissait néanmoins avant tout d'une mesure d'éloignement. Les patients y étaient soignés presque uniquement par solarium. Conçu pour être un bâtiment moderne, il devient petit à petit un « mouroir ».

### Durant la Seconde Guerre mondiale (1939-1945)
En 1940, le bâtiment ne fonctionne qu'au tiers de ses capacités, présageant déjà le déclin du lieu.
Entre 1942 et 1943, après l'édiction de plusieurs lois sur le statut des Juifs du régime de Vichy, le directeur Gabriel Roche intègre un mouvement de résistance et évite la mort à plusieurs juifs en faisant de faux certificats pour garder ses malades,,.

### Déclin et inutilité des lieux (1945-1990)
Après-guerre, le sanatorium devient lentement inutile avec le progrès de la médecine. En 1956, il est progressivement désaffecté, mais sert d'abord de maison de retraite puis d'institut médico-pédagogique de 1962 à 1980. Jusqu'à la fin des années 1980, il sert surtout à accueillir des patients souffrant de maladies rares.

### Abandon (1990-2021)

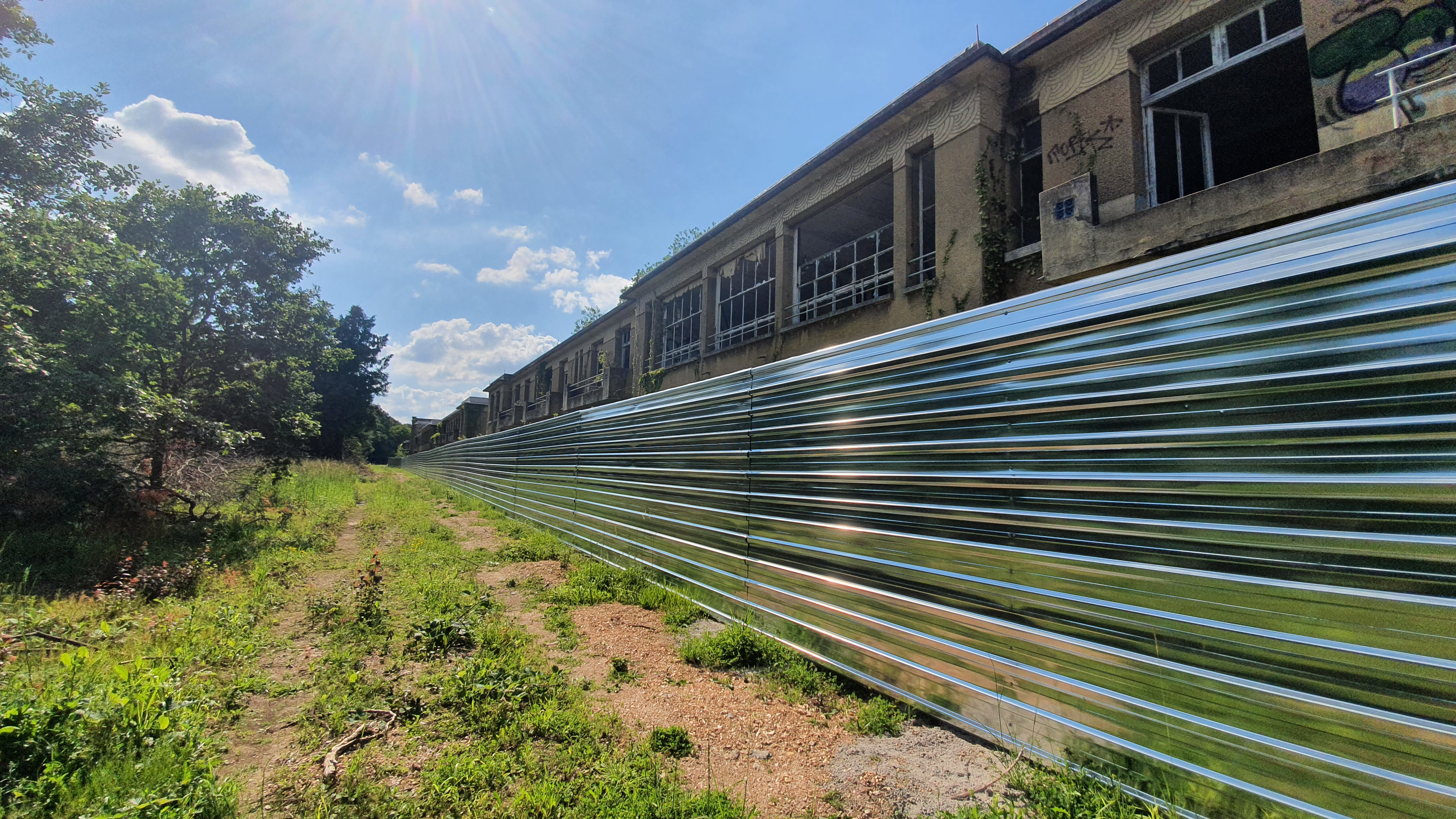
Mur entourant le site du Sanatorium depuis 2021 (aile droite du pavillon Pasteur).

Le site est fermé en 1990, puis est racheté par la Ville de Dreux en 1999 pour un franc symbolique.
En juin 2016, un jeune homme de 19 ans fait une chute mortelle dans l'un des bâtiments les plus hauts du sanatorium,. Après une marche blanche, la mairie annonce des mesures d'urgence afin d'empêcher l'accès au site. Depuis 2021, des murs en tôle entourent l'ensemble du site.
Depuis, le premier bâtiment de la clinique Laennec a été transformé en Centre maternel des Bas Buissons.

### Projet Sanatorium (2021-)
Lors du conseil municipal de Dreux du 1er octobre 2021 les élus ont entériné à l’unanimité la cession du vaste complexe à des opérateurs privés, pour la somme de 950 000 €.
Le projet de réhabilitation prévoit 100 millions d’euros d’investissement pour donner une nouvelle vie aux bâtiments, à l'abandon depuis plus de 30 ans. Le site devrait accueillir des appartements familiaux, des jardins, un pôle hôtelier (restaurant, hôtel de luxe, spa, espace de coworking et résidences d'artistes) ainsi que des écolodges.
Le complexe sanatorial a été inscrit partiellement au titre des monuments historiques en 2022.

## Description
Le sanatorium est construit tout en longueur, les pavillons mesurant 160 mètres de long pour une dizaine de large afin de profiter le plus possible de l'héliotropisme architectural (avec l'ensoleillement plein sud) pour le solarium. Le bâtiment, surtout la frise sommitale est dans un style art déco.

### Clinique Laennec
Nommé en l'honneur de René Laennec, inventeur du stéthoscope. Il s'agit du sanatorium en lui-même.

#### Pavillon Pasteur
Nommé en l'honneur de Louis Pasteur, fondateur de la microbiologie. Le premier bâtiment administratif de deux étages est entouré de deux ailes d'un étage. Le Pavillon plus toute l'aile gauche mesure plus de 370 mètres de long.

#### Pavillon Calmette
Nommé en l'honneur de Albert Calmette, inventeur du vaccin contre la tuberculose. Il est structurellement similaire au Pavillon Pasteur.
Derrière le bâtiment principal se trouve la grande salle, le théâtre et l'observatoire.

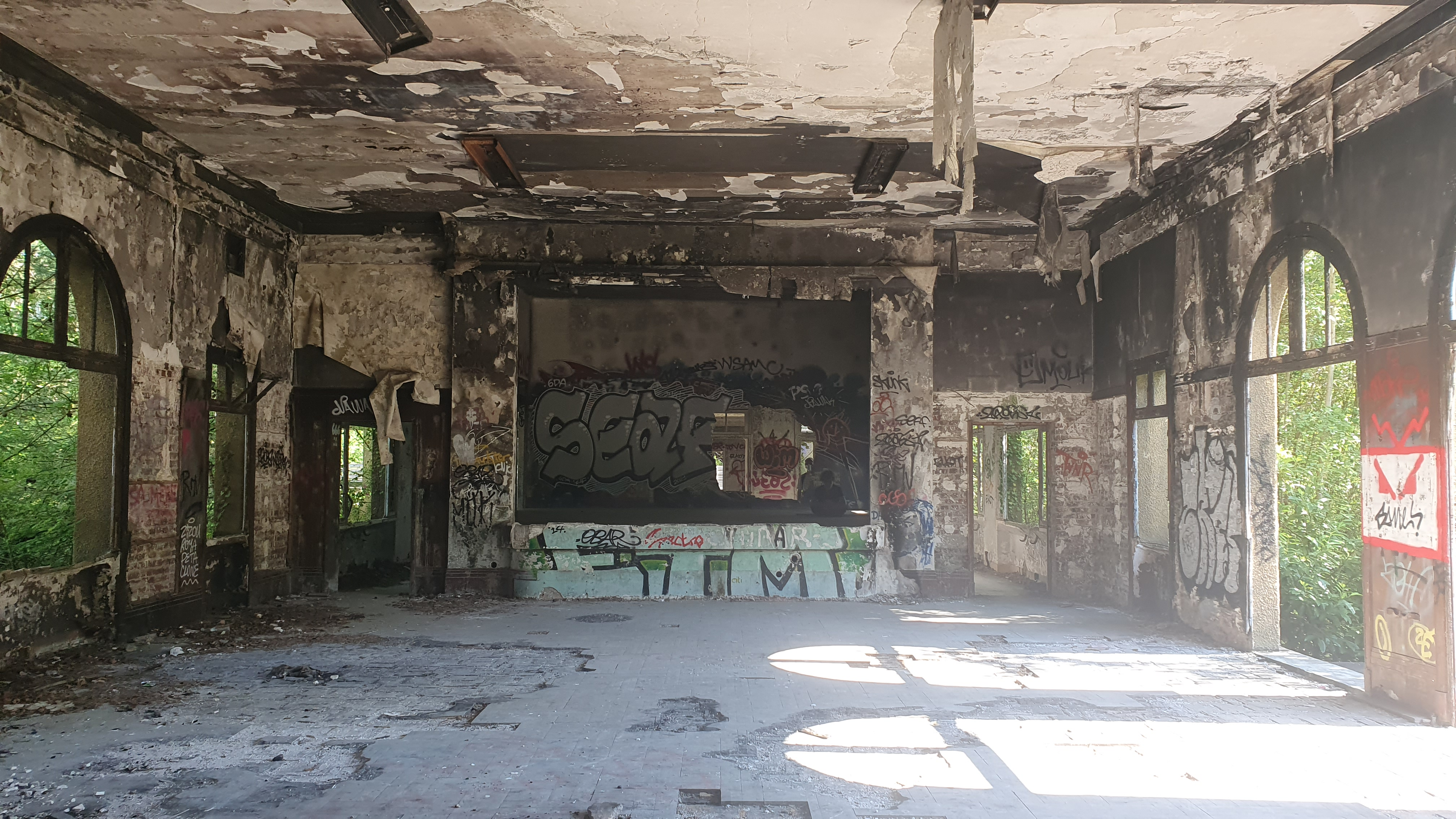
Intérieur du Théâtre.
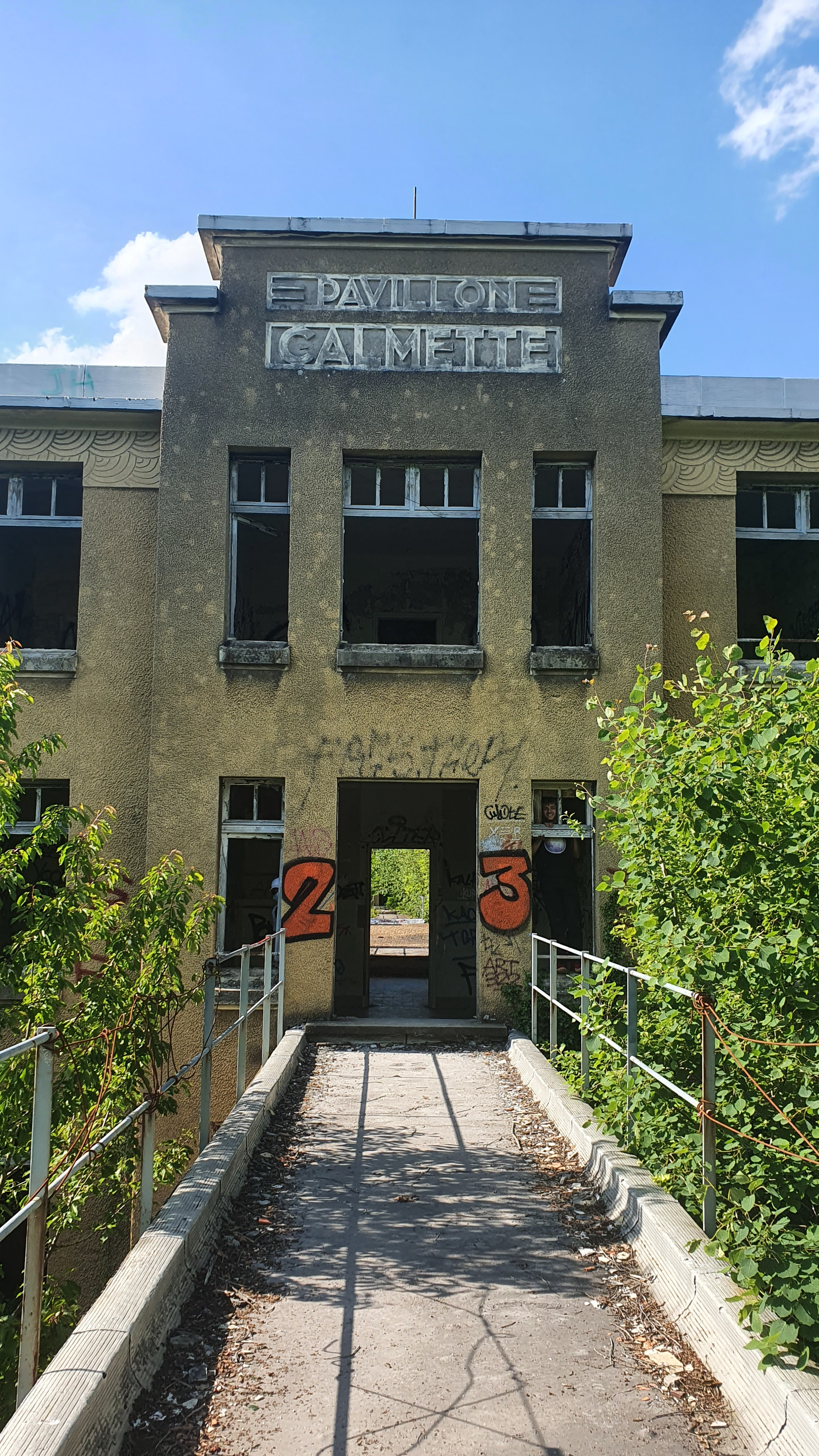
Pavillon Calmette depuis l'entrée de l'observatoire.

#### Pavillon Koch
Nommé en l'honneur de Robert Koch, fondateur de la bactériologie.

### Préventorium
Il est souvent appelé Préventorium Thérèse Viollette, du nom de la femme de Maurice Viollette.

## Légende
Le sanatorium serait réputé hanté, en raison du nombre de jeunes malades ayant péri sur le site. Dès 1933, plusieurs patientes se seraient plaints de saignements vaginaux, restés inexpliqués malgré l'examen par des médecins.
Une légende raconte également que l'âme d'une petite fille de 14 ans se promènerait dans le lieu.
Depuis son abandon, sa réputation d’établissement médical hanté en fait l'un des lieux jugé les plus hantés de France. Le lieu est donc connu pour être souvent visité par des chasseurs de fantômes.